# 장용애
장용애는 조선민주주의인민공화국의 전직 육상 선수이다. 그녀는 800m와 1500m 경기에서 활약했다. 그녀는 1982년 아시안 게임 800m와 1500m 경기에서 금메달을 획득했다.
그녀는 아시안 게임 800m에서 우승한 최초의 한국 선수였다. 그녀는 1978년 아시안 게임 1600m 계주에서 국가 기록을 세웠고, 자신의 동료 정동선에게 뒤져서 동메달을 획득했다. 그녀는 1979년 아시아 육상 선수권 대회 800m에서 한국의 정병순에게 뒤져서 은메달을 획득했다.